# Bruce Li
Bruce Li (Chino :何宗道; pinyin : Hé Zōngdào ) (nacido el 5 de junio de 1950) es un actor taiwanés e imitador de Bruce Lee que protagonizó películas de artes marciales del movimiento Bruce-explotación.

## Carrera
Fue a interpretar a un doble en Taiwán y Hong Kong bajo el nombre de James Ho.
Después de la muerte de Bruce Lee comenzó la carrera de actor. Los estudios de Hong Kong notaron que se parecía a la estrella del Kung-fu. Primero lo emplearon en Conspiracy. Posteriormente los productores de Game of Death le pidieron que terminara su película en el papel de Bruce Lee, pero Ho rechazó la oferta.
Después de esto fue contratado por el actor y productor Jimmy Sham, quien le dio el nombre de Bruce Li.
Mientras terminaba su servicio militar, apareció en la película Goodbye Bruce Lee: His Last Game of Death. Protagonizaría otras películas de Bruceploitation en 1976 con The Young Bruce Lee y Bruce Lee: The Man, The Myth.
Bajo el nombre de "Bruce Li", se convirtió en el favorito de gunos productores de Taiwán y Hong Kong los cuales lo acreditarón directamente como "Bruce Lee", llegando incluso a utilizar la imagen real de Bruce Lee en carteles, incluso apareció en Bruce Lee Against Supermen, donde interpreta a Kato, asistente de El Avispón Verde el cual era un papel originalmente interpretado por el verdadero Bruce Lee.
Los productores realmente querían mostrar a Li como el sucesor "oficial" de Bruce Lee. En la película de 1976 Exit the Dragon, Enter the Tiger, Li conoce a Bruce Lee, quien lo señala como quien lo reemplazará, fue apodado el "Tigre" del "Dragón" de Lee. Luego apareció en Return of the Tiger, protagonizada por Angela Mao donde aparece luchando contra Paul L. Smith.
Continuó apareciendo en dos secuelas no oficiales como el clásico Fist of Fury.
En 1976 repitió su papel de Bruce Lee en Bruce Lee: The True Story (también conocido como Bruce Lee: The Man, The Myth ), una película biográfica donde coreografió las secuencias de combate al mismo. Al tener mucho éxito los fanáticos lo reconocen como una de las mejores biografías de Bruce Lee.
Luego siguió filmando películas de artes marciales hasta la década de 1980. También dirigió películas, incluida la película de 1981 de nombre The Chinese Stuntman.
Finalmente tuvo problemas para separarse de sus roles de Bruce Lee, además de destacarse de los otros imitadores en el género Bruceploitation. En 1985 terminó su carrera después de la muerte de su esposa. Luego regresó a Taiwán para convertirse en instructor de educación física en la Universidad Ping Chung de Taipéi. También ha enseñado artes marciales para aprendices de comediante. Desde entonces ha logrado aparecer muy brevemente en el cine de artes marciales o en los documentales de Bruce Lee.
En 1990 se retiró de la actuación a la edad de 40 años.
La carrera de Bruce Li fue el foco de un segmento del documental Top Fighter de 1995. En el segmento declaró que no estaba contento de que los estudios quisieran convertirlo en un truco de marketing de Bruce Lee, diciendo "Podría actuar como él, pero nunca podría ser él".

## Filmografía

### Películas
- Rickshaw Man (1974) (también conocido como conductor de rickshaw, Shaolin Kung Fu)
- Bruce Lee: A Dragon Story (1974) (también conocido como Super Dragon: The Bruce Lee Story y Bruce Lee Story: Super Dragon)
- Hombre de hierro (1975)
- Goodbye Bruce Lee: His Last Game of Death (1975)
- Bruce Lee contra superhombres (1975)
- Bruce Lee: The Man, The Myth (1976)
- Exit the Dragon, Enter the Tiger (1976)
- Entra en la pantera (1976)
- El secreto de Bruce Lee (1976) (también conocido como Kung Fu mortal de Bruce Lee y Historia del dragón )
- The Ming Patriots (1977) (también conocido como Revenge of the Patriots )
- Bruce Lee el invencible (1977)
- El dragón vive (1977)
- Bruce Lee, We Miss You (1977) (también conocido como Dragon Dies Hard )
- Fist of Fury II (1977) (también conocido como Chinese Connection 2 y Fist of Fury Part II )
- Bruce en Nueva Guinea (1978)
- Hermanos del alma de Kung Fu (1978)
- The Image of Bruce Lee (1978) (también conocido como Storming Attacks )
- Puños de Bruce Lee (1978)
- Al filo de la furia (1978)
- Dinamo (1978)
- Golpe mortal (1978) (también conocido como Wanted! Bruce Li, Dead or Alive )
- Puño Magnum de Bruce Li (1978)
- Bruce Lee contra el Dragón de Hierro (1978)
- Return of the Tiger (1978)
- Bruce contra la mano de hierro (1979)
- The Lama Avenger (1979) (también conocido como Los Tres Vengadores )
- Fist of Fury III (1979) (también conocido como Chinese Connection III )
- El dragón de hierro contraataca (1979)
- Blind Fist of Bruce (1979) (título anterior Mang quan gui shou )
- The Chinese Stuntman (1981)
- Powerforce (1982)

### Documental
- El joven Bruce Lee (1976) también conocido como El pequeño dragón
- The Real Bruce Lee (1977)
- Top Fighter (1995)